# هواپیمایی خیبر افغان
هواپیمایی خیبر افغان (انگلیسی: Khyber Afghan Airlines) یک شرکت هواپیمایی باری است که دفتر مرکزی آن در جلال‌آباد، افغانستان است. فرودگاه اصلی این شرکت فرودگاه جلال آباد است.